# Office fédéral de lutte contre les cartels
L’Office fédéral des ententes (Bundeskartellamt : BKartA) est l’autorité de concurrence fédérale allemande. C’est une administration fédérale de niveau supérieur qui dépend directement du ministère fédéral de l’Économie et de la Technologie. Il a son siège à Bonn depuis le 1er octobre 1999.
Son activité principale consiste à surveiller l’application de la loi relative aux restrictions de concurrence.

## Histoire
À la fin de la Seconde Guerre mondiale, il y avait de nombreux cartels en Allemagne. Les Alliés ont tenté de faire face à ce problème en créant les premières lois anti-cartels.
Les activités de l’office se basent juridiquement sur la loi relative aux restrictions de concurrence (de) (Gesetz gegen Wettbewerbsbeschränkungen, GWB), adoptée en 1958. Jusqu’à présent, cette loi a été modifiée sept fois ; les buts de la dernière réforme, en 2005, consistèrent notamment à adapter cette loi au droit européen, à accorder plus de compétences aux autorités anti-cartels et à améliorer la protection juridique sur le plan du droit civil.

## Compétences
Les tâches principales consistent à garantir l'application des lois anti-cartels en coopération avec les autorités de concurrence régionales (Landeskartellämter).
Il existe deux procédures différentes:

### La procédure relative aux amendes forfaitaires administratives
L’office a plusieurs instruments à sa disposition. Il peut :
- prendre des mesures provisoires ;
- rétracter l’exemption des restrictions de l’art. 1 GWB, qui correspond à l’art. 81, alinéa 1, du traité sur l’Union européenne ;
- prononcer des amendes forfaitaires si une ou plusieurs entreprises violent un règlement de la GWB ;
- confisquer l’avantage financier d'une entreprise qui a tiré des profits d’une action illégale.

De plus, il contrôle les fusions d’entreprises, car il doit empêcher la formation d’une position dominante par une ou plusieurs entreprises afin qu'elles ne puissent pas exploiter cette position de façon abusive. Les entreprises qui envisagent de fusionner doivent s’adresser au BKartA. Celui-ci examine les faits et, le cas echéant, peut s'opposer à la fusion prévue.

### La procédure administrative
Le moyen de recours recevable contre les décisions du BKartA est la plainte auprès d’un tribunal régional supérieur (Oberlandesgericht, OLG). Dans certains cas, la plainte a pour effet de suspendre les conséquences de la décision du BKartA. Le tribunal a également la possibilité d’ordonner la prorogation de la décision, si la loi en prévoit l’exécution immédiate.
Le moyen de recours contre la décision du tribunal qui décide de la plainte est le pourvoi devant la Cour fédérale de justice (Bundesgerichtshof, BGH). Ce moyen de recours n’est recevable que si le demandeur fait valoir la violation de ses droits.

## Organisation
Le BKartA comprend :
- sept départements, dont un chargé par exemple d’harmoniser la pratique du droit du cartel entre les sections de décision ;
- un service contentieux ;
- un service de relations avec la presse ;
- dix sections de décision. Elles sont organisées comme des tribunaux : chacune d’elles est composée d’un président et de quatre ou cinq assesseurs assistés par plusieurs chefs de service qui préparent les décisions. Leurs compétences sont réparties selon les branches de l’industrie et les marchés.

## Cas célèbres
B3 - 20/99 Henkel / Luhns 20.09.1999
Le BKartA a interdit la fusion de Henkel KGaA (Dusseldorf), fabricant de lessives et autres produits d’entretien avec Luhns GmbH (Wuppertal), fabricant de marques de distribution. La raison principale fut la position dominante de Henkel (marques commerciales : Weißer Riese, Persil, Spee) sur le marché des lessives avec une part de marché de plus de 40 %. Une fusion avec Luhns GmbH aurait menacé l’existence de tous les concurrents, en particulier Procter & Gamble (Ariel, Dash, Vizir) et Lever (Sunil, Omo, Skip).
B7 - 99/00 Deutsche Telekom / debis 20.09.2000
Le BkartA a approuvé la vente de la debis AG (Daimler-Benz Inter Services) de Daimler-Benz à la Deutsche Telekom AG. Depuis lors, l’ancienne debis AG fait partie de T-Systems, un prestataire de services de Deutsche Telekom pour la technologie de la communication et de l’information. La vente fut approuvée parce qu’elle ne mettait pas en danger la libre concurrence et ne contrevenait pas à la loi relative aux restrictions de concurrence.
B4 - 09/05 Deutsche Börse AG / London Stock Exchange plc. 27.06.2005
Le BKartA a approuvé la fusion de la Deutsche Börse AG (DBAG) avec la London Stock Exchange plc (LSE). Le BKartA a justifié sa décision en alléguant que cette fusion ne pouvait pas provoquer une détérioration de la compétition sur le plan de l’infrastructure des bourses pour l’agiotage et que, selon toutes prévisions, il n’y aurait pas d’effet sur les parts de marché ni sur la concurrence parce que les deux bourses exercent leurs activités sur des territoires différents.
B2 - 31/02 Nordzucker / Union-Zucker 24.06.2002
Le BKartA a approuvé la fusion de la Nordzucker AG (Brunswick) avec la Union-Zucker AG (Nordstemmen). Pour expliquer sa décision, le BKartA a avancé que la Nordzucker AG avait déjà une position dominante sur le marché du sucre (toutes les sortes de sucre), que cette position ne serait pas renforcée par une fusion avec Union-Zucker AG et que, selon toutes prévisions, la structure du marché ne se détériorerait pas et cette fusion ne chasserait aucun concurrent du marché.